# Mitsuoka
Mitsuoka Motor Co., Ltd. (光岡自動車 Mitsuoka Jidōsha?) este o mică companie producătoare de automobile din Japonia cu sediul în prefectura Toyama care construiește automobile care seamănă cu automobile britanice din anii 1950 și 1960.

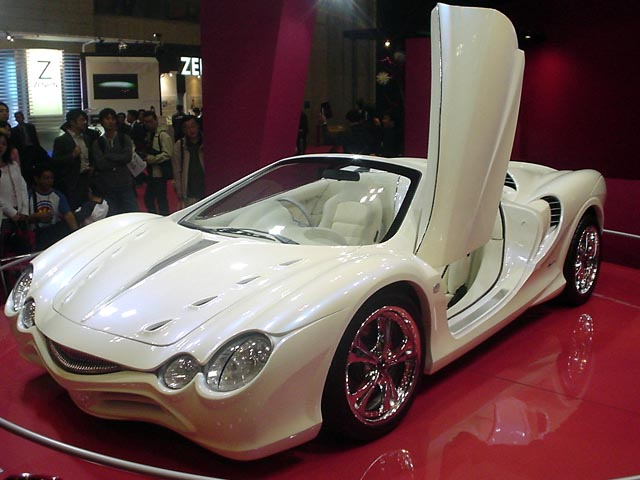
2005 Mitsuoka Orochi Nude-Top Roadstar

Firma a fost fondată în anul 1968, mai întâi ca firmă de vânzări auto, iar din 1979 ca companie producătoare de automobile.
Construiește în primul rând caroserii, folosind, de exemplu, mașina Nissan Micra și înlocuind caroseria cu cea proprie, dar a construit și un automobil sport, Orochi.
Are 540 de angajați și produce aproximativ 1000 de automobile pe an.

## Modele
- Galue
- Galue 204
- Himiko
- Le-Seyde
- Orochi
- Nouera
- Ryoga
- Ray
- Viewt
- Zero 1